# Blepharipa wainwrighti
Blepharipa wainwrighti är en tvåvingeart som först beskrevs av Baranov 1932.  Blepharipa wainwrighti ingår i släktet Blepharipa och familjen parasitflugor. Inga underarter finns listade i Catalogue of Life.